# Mesorhaga isthmia
Mesorhaga isthmia är en tvåvingeart som beskrevs av Daniel J. Bickel 2007. Mesorhaga isthmia ingår i släktet Mesorhaga och familjen styltflugor.
Artens utbredningsområde är El Salvador. Inga underarter finns listade i Catalogue of Life.